# Metro d'Ankara
El metro d'Ankara (en turc : Ankara Metrosu) és una xarxa de metro que comunica la ciutat d'Ankara, capital de Turquia, i la seva aglomeració. Té quatre línies i una línia de tren lleuger, així com una línia de tren de rodalia. Una cinquena línia és en curs de construcció.

## Xarxa

### Ankaray
Aquesta línia de metro lleuger correspon a la primera fase de construcció de la moderna xarxa de metro. Construïda del 1992 al 1996 per un consorci dirigit per Siemens AG, la línia connecta AŞTİ (Ankara Şehirlerarası Terminal İşletmesi, estació d'autobusos interurbana d'Ankara) amb Dikimevi i té 8,7 quilòmetres, 8 dels quals són subterranis. Té 11 estacions. Un projecte per ampliar la línia preveu augmentar la seva longitud fins a 22 km.
Els trens van ser subministrats per Siemens-Adtranz-Ansaldobreda (SPA) i la seva velocitat pot arribar als 80 km/h. Estan equipats amb frens dinàmics. Cadascun dels onze conjunts de trens està format per tres cotxes amb una longitud total de 77 metres, amb 180 seients i un màxim de 600 passatgers.

### Línia 1
La línia 1, inaugurada l'any 1997, connecta Kızılay al centre de la ciutat, al suburbi de Batıkent, al nord-oest. La línia fa 14,7 quilòmetres (dels quals 6,5 subterranis, 4,5 km en superfície i 3,7 km en viaducte) amb 12 estacions.

### Línia 2
La línia 2, oberta el 13 de març de 2014, connecta Kızılay amb Koru.

## Material rodant
Els conjunts de trens, construïts pel grup canadenc Bombardier Transport, són una versió modificada dels conjunts de trens utilitzats al metro de Toronto, construïts originalment per la Urban Transportation Development Corporation (UTDC), adquirits per Bombardier Inc. Els trenta-sis conjunts de trens tenen cadascun tres cotxes. S'utilitza una configuració de cinc vehicles durant les hores punta.

## Projectes

### Línies en construcció
- Nord: Ulus - Keçiören, 6 noves estacions, 7,9 km.

### Projectes de prolongació
Es preveu una nova extensió de la xarxa cap al sud. Hauria de connectar la Gran Assemblea Nacional de Turquia amb Dikmen en una longitud de 4,8 km amb 5 noves estacions.

## Llista de les estacions

### Ankaray
- Dikimevi
- Kurtulus
- Kolej
- Kızılay: correspondència amb la línia 1
- Demirtepe
- Maltepe
- Tandoğan
- Beşevler
- Bahçelievler
- Emek
- AŞTI

### Línia 1
- Kızılay: correspondència amb l'Ankaray i el M2.
- Sıhhiye
- İUlus
- Kültür Merkezi
- Akköprü
- vedik
- Yenimahalle
- Demetevler
- Hastane
- Macunköy
- Ostim
- Batıkent

### Línia 2
- Kızılay correspondència amb l'Ankaray i l'M1
- Necatibey
- Millî Kütüphane
- Söğütözü
- MTA
- ODTÜ
- Bilkent
- Tarım Bakanlığı
- Beytepe
- Ümitköy
- Çayyolu
- Koru

### Línia 3
- Batıkent
- Batı Merkez
- Mesa
- Botanik
- İstanbul Yolu
- Eryaman 1-2
- Eryaman 5
- Devlet Mahallesi
- Harikalar Diyarı
- Fatih
- Gaziosmanpaşa, GOP
- OSB-Törekent

### Tren de suburbi
- Subay Evleri
- Hava Hastanesi
- Yıldırım
- Behiçbey
- Marsandiz
- Motor Mahallesi
- Gazi
- Gazi Mahallesi
- Hipodrom
- Gar
- Yenişehir: correspondència amb la línia 1
- Kurtulus: correspondència amb Ankaray
- Cebeci
- Demirlibahçe
- Gülveren
- Saimekadın
- Mamak
- Bağ Deresi